# Маріо Аркес
Маріо Аркес Бласко  (ісп. Mario Arqués Blasco, нар. 19 січня 1992, Аліканте) — іспанський футболіст, грає на позиції центрального півзахисника. Вільний агент.

## Клубна кар'єра
Arqués народився в Аліканте, Валенсія. Вихованець молодіжної системи «Вільяреала». Дебютував на дорослому рівні в Сегунді Б в клубі «Оріуела» в сезоні 2011/12, куди був відданий рідним клубом на правах оренди. Всього за сезон зіграв у 30 матчах чемпіонату.
8 вересня 2012 року Аркес перейшов в «Валенсію Месталью», що також виступала у третьому дивізіоні. Тут півзахисник також був основним гравцем протягом двох сезонів, а також одного разу потрапив у заявку головної команди «Валенсії» у домашній грі на Кубок Іспанії проти «Реалу» 23 січня 2013 року, проте на поле не вийшов.
22 липня 2014 року Аркес підписав дворічний контракт з «Ельче», проте також був відправлений до другої команди «Ельче Ілісітано», що грала у Сегунді Б. Дебютував за першу команду 25 квітня 2015 року, в матчі Ла Ліги з мадридським «Атлетіко» на «Вісенте Кальдерон», замінивши Педро Москеру на 85-й хвилині. За першу команду це так і залишився єдиний матч для Маріо, в так час як у дублі він провів 35 матчів і забив 7 голів
18 серпня 2015 року Аркес став гравцем клубу «Спортінг Б» (Хіхон), де провів наступний рік у Сегунді В, зігравши у 34 матчах і забивши 3 голи, після чого 9 серпня 2016 року переїхав до «Алькояно» і за наступний сезон провів ще 17 матчів і забив 1 гол у третьому іспанському дивізіоні.
5 травня 2017 року підписав дворічний контракт з львівськими «Карпатами», які очолював його співвітчизник Серхіо Наварро.